# LEGO Ninjago film
LEGO Ninjago film (v anglickém originále The Lego Ninjago Movie) je americký rodinný animovaný film z roku 2017. Je spin-offem filmu LEGO příběh z roku 2014. Své hlasy poskytli Dave Franco, Justin Theroux, Fred Armisen, Abbi Jacobson, Olivia Munn, Kumail Nanjiani, Michael Peña, Zach Woods a Jackie Chan.

## Obsazení
- Dave Franco jako Lloyd
- Michael Peña jako Kai
- Kumail Nanjiani jako Jay
- Abbi Jacobson jako Nya
- Zach Woods jako Zane
- Fred Armisen jako Cole
- Jackie Chan jako Master Wu
- Justin Theroux jako Lord Garmadon
- Olivia Munn jako Koko